# Ullíbarri-Viña
Ullíbarri-Viña (oficialmente Ullíbarri-Viña/Uribarri-Dibiña) es un concejo del municipio de Vitoria, en la provincia de Álava, País Vasco (España).

## Ubicación
El concejo está situado al pie de la Sierra de Arrato. Se accede por la salida de Asteguieta, por la carretera A-3302 y se ubica a 9 kilómetros de Vitoria. Forma parte de la Zona Rural Noroeste de Vitoria.

### Localidades limítrofes
|                    | Norte: Sierra Brava de Badaya |               |
| Oeste: Hueto Abajo |                               | Este: Guereña |
|                    | Sur: Mártioda                 |               |

## Historia
Hacia mediados del siglo XIX, el lugar, por entonces perteneciente al ayuntamiento de Foronda, tenía contabilizada una población de 76 habitantes. Aparece descrito en el decimoquinto volumen del Diccionario geográfico-estadístico-histórico de España y sus posesiones de Ultramar de Pascual Madoz con las siguientes palabras:

ULLIBARRI-VIÑA: l. del ayunt. de Foronda, en la prov. de Alava, part. jud. de Vitoria (1 1/2 leg.), aud. terr. de Búrgos (20), c. g. de las Provincias Vascongadas, dióc. de Calahorra (20). sit. en una altura inmediata á un monte encinal que le ciñe por N.; clima frio; reina el viento N. y se padecen catarros y constipados. Tiene 20 casas; igl. parr. (la Asuncion), servida por dos beneficiados patrimoniales; cementerio junto á la igl., y para surtido de los hab. una fuente abundante en el pueblo. El térm. se estiende 3/4 de leg. de N. á S. y 1/2 de E. á O., y confina N. Mandojana; E. Guereña; S. Estarrona y Mendoza, y O. Martioda y los Huetos; comprendiendo dentro de su circunferencia parte del monte ya citado, del cual se saca bastante leña. El terreno es de segunda clase, muy secano por ser costanero y de muy poco fondo; le atraviesa por E. el r. Zalla. caminos: los locales, en buen estado; el correo se recibe de Vitoria. prod.: toda clase de cereales, siendo la principal cosecha la de trigo y cebada; cria de ganado vacuno, caballar, cabrio y lanar; caza de perdices, codornices y liebres. pobl.: 12 vec., 76 alm. contr.: con su ayunt. (V.).
(Madoz, 1849, p. 213)

En la actualidad, pertenece al municipio de Vitoria. En 2022, tenía empadronados 42 habitantes.

## Demografía
| Gráfica de evolución demográfica de Ullivarri-Viña entre 2000 y 2018                                     |
| |
| Población (2000-2017) según los censos de población del INE. Población según el padrón municipal de 2018 |

## Patrimonio

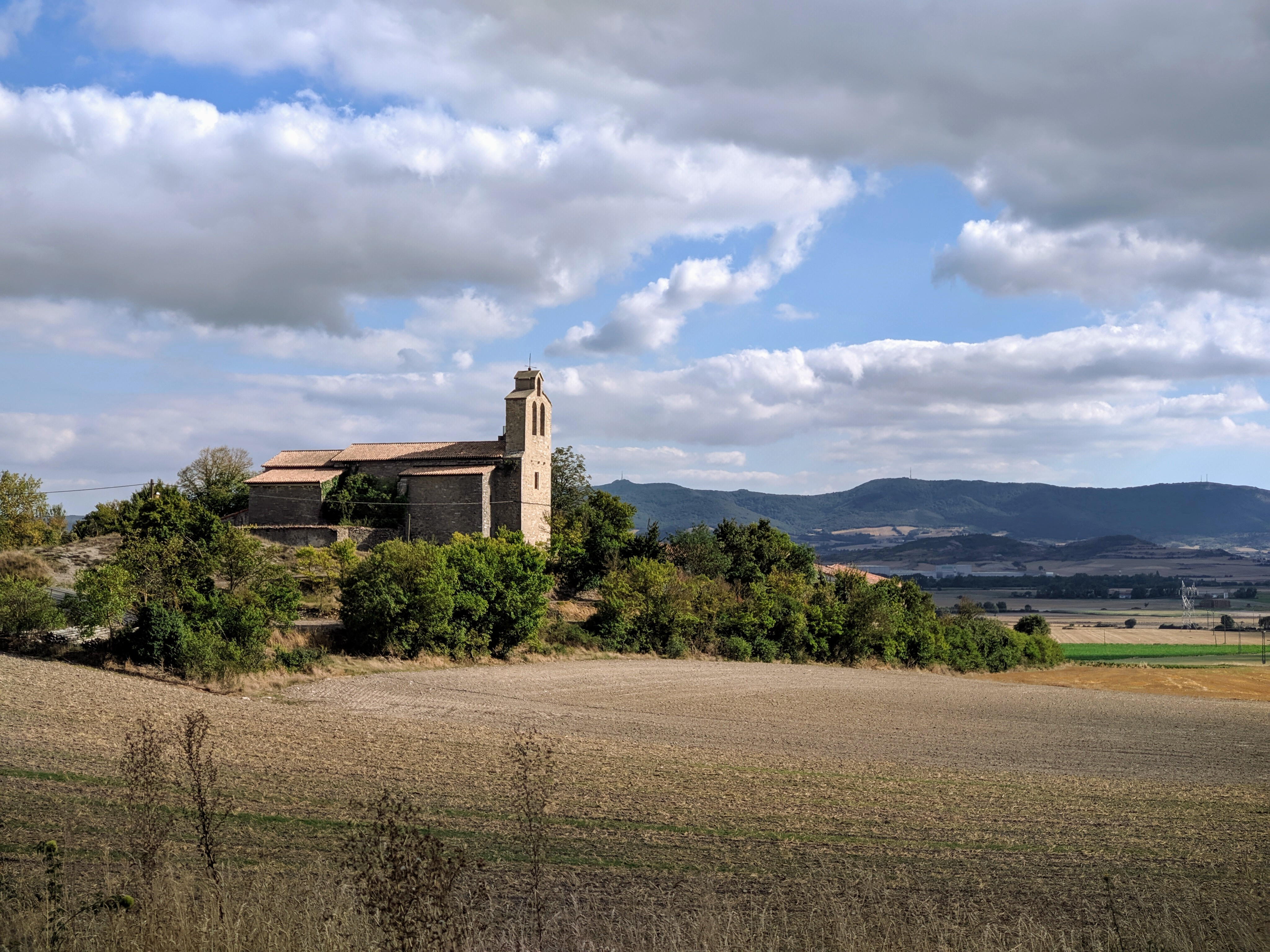
Iglesia de la Asunción de Nuestra Señora

- Iglesia de la Asunción de Nuestra Señora,[1] construida originalmente en estilo románico. Solo conserva de su origen medieval algunos restos de la fábrica y un ventanal de la cabecera. Fue restaurada en los siglos XVII y XVIII y de esos siglos es la mayor parte de la nave, los pórticos y la torre. Es de especial interés la pila bautismal, del siglo XIIII, decorada con castillos y leones, y el retablo mayor, un buen ejemplo del Renacimiento, que se atribuye a Juan de Ayala. A esta iglesia pertenece una bella imagen de la Virgen (siglo XIV avanzado) que se conserva en el Museo de Arte Sacro de Vitoria. Es una imagen de madera policromada y de autor anónimo, una de las imágenes más finas que se conservan de la imaginería medieval alavesa.
- Ermita de San Juan Bautista. Desapareció hace unas décadas. La imagen de San Juan (siglo XVII) se encuentra en la actualidad en la iglesia de la Asunción.[5]

## Fiestas
A sus vecinos se les apodan Dormidos y su fiesta patronal es el 15 de agosto (Asunción de Ntra Sra). 